# 須永宏
須永 宏（すなが ひろし）は、日本の情報制御工学/情報科学者。大阪工業大学情報科学部元教授。博士（情報科学）（東北大学）。電子情報通信学会サービスコンピューティング研究会委員会委員・2021年総合大会シンポジウムセッションチェア。
専門は、サービスコンピューティング（クラウド・インターネット・IP電話含む）、ソフトウェア開発（スマートフォン・タブレットアプリケーション等）、プログラミング（特にJavaScript）、ゲームAIなど。

## 経歴
1981年東京工業大学工学部制御工学科卒業。1983年同大学大学院理工学研究科制御工学専攻修士課程修了。のちに東北大学より博士（情報科学） 号を取得。NTTネットワークサービスシステム研究所主幹研究員として、ユビキタスネットワーク推進、ネットワーク認証、ソフトウェア開発に従事。2010年大阪工業大学情報科学部に着任、情報システム学科教授。同学科長などを経て、2024年大阪工業大学退官（定年退職）。
大阪工業大学情報科学部にて15年近くの長きに渡り教鞭を執り、特にサービスコンピューティングおよびソフトウェア開発の研究育成に貢献した。退官後は大阪学院大学情報学部教授を務めている。
主な所属学会は、電子情報通信学会、情報社会学会、IEEEなど。主な受賞は、電子情報通信学会ネットワークシステム研究専門委員会活動功労賞（2017）、電子情報通信学会通信ソサイエティ第3回論文賞（Best Paper Award）「計算グリッドとデータグリッドをPeer-to-Peer（P2P）技術で融合したグリッドアーキテクチャ」など。

## 主な研究
- 多人数不完全不確定情報ゲームにおけるMiniMax法によるゲームAI ～ボードゲームBLUFF
- クラウド地図APIを用いない地図アプリケーション構築法
- Android Bitmap 描画のためのメモリ量削減方式 ～避難誘導アプリケーション
- Node.js によるドローン制御と画像認識方式
- HTML5 Canvas による三次元図形描画とデータ管理方式 ～フロアプラン管理アプリケーション
- 画像コンテンツを用いたeラーニングアプリケーションの開発
- ニューラルネットワーク、遺伝的アルゴリズム学習支援アプリケーション

また、情報科学の啓蒙活動として、「ひらかた市民大学」2021での講義や、高校生へのプログラミング授業2018（高槻高校）などを行っている
。